# Nabarun Bhattacharya
Nabarun Bhattacharya (23 de junio de 1948 - 31 de julio de 2014) fue un escritor indio bengalí. Nació en Baharampur (Berhampur), Bengala Occidental. Fue el único hijo del actor Bijon Bhattacharya y la escritora Mahasweta Devi.
Es más conocido por su novela anárquica, Herbert (1993), siendo galardonado con el Premio de Sahitya Akademi, y más tarde adaptada en una película del mismo nombre en 2005, por Suman Mukhopadhyay.

## Vida personal
Estudió en Calcuta, Geología y luego Inglés, por la Universidad de Calcuta.
En una entrevista, Nabarun señaló que él solía ser un comunista intransigente, pero ya no lo era. Como respuesta a una pregunta acerca lo que él creía que es el cambio ideológico más prominente en él, él dijo: "Yo ya no soy antropocéntrico".

## Obras
Aparte de la ficción, también ha escrito poesía, de los cuales Ei Mrityu Upotyoka Aaamaar Desh Na (Este valle de la muerte no es mi país) es un ejemplo.

### Los personajes denominados Fyataru
En sus obras emplea el realismo mágico, incorporando un grupo extraño de seres humanos a los lectores bengalíes llamado Fyataru (fyat: el sonido creado por cometas mientras se vuelan, fyat también significa un toque de alguien sin valor, faaltu significa a las fotos; uru: está relacionado con el vuelo), que son una clase inferior anárquica, aman los sabotajes y son capaces de volar cada vez que pronuncian mantra 'fyat fyat sh (n) aai sh (n) aai' (Esta palabra mantra se convirtió en una canción de una popular banda Bangla Chandrabindoo que se incluye en uno sus álbumes). Ellos aparecen en sus libros Mausoleo, Kaangaal Maalshaat, Fatarur Bombachaak y Fyatarur Kumbhipaak. Suman Mukhopadhyay, que era básicamente de un ambiente teatral, dramatizó Kaangaal Maalshaat.

## Principales obras
- Kaangaal Maalshaat (Hooghly: Saptarshi Prakashan, 2003)
- Herbert (Kolkata: Deys, 1994)
- Lubdhak (Barasat: Abhijan Publishers,(+918017090655) 2006)
- Ei Mrityu Upotyoka Aamaar Desh Na (Hooghly: Saptarshi, 2004)
- Halaljhanda o Onyanyo (Hooghly: Saptarshi, 2009)
- Mahajaaner Aayna (Kolkata: Bhashabandhan, 2010)
- Fyaturur Kumbhipak (Kolkata: Bhashabandhan)
- Raater Circus (Kolkata: Bhashabandhan)
- Anarir Naarigyan (Kolkata: Bhashabandhan)

## Fallecimiento
Nabarun Bhattacharya murió de cáncer intestinal en el hospital cáncer Thakurpukur, Calcuta el 31 de julio de 2014.